# Trofej (film)
Trofej je jugoslovanski dramski film iz leta 1979, ki ga je režiral Karolj Viček in zanj napisal tudi scenarij skupaj z Verencem Deakom. V glavnih vlogah nastopajo Stole Aranđelović, Eva Ras in Slobodan Dimitrijević. Film prikazuje tematiko socialnih razlik in korupcije v tedanji socialistični družbi. Ko so razlike dosegla preveliko raven, so določili komisijo, ki je preverila izbor premoženja. Na čelo komisije je imenovan nekdanji borec in sedaj lovski čuvaj Joca (Aranđelović), ki si prizadeva tudi tukaj uloviti trofejo.
Film je bil premierno prikazan 3. julija 1979 v jugoslovanskih kinematografih in je naletel na dobre ocene kritikov. Na Puljskem filmskem festivalu je osvojil glavno nagrado velika zlata arena za najboljši jugoslovanski film.

## Vloge
- Stole Aranđelović kot lovski čuvaj Jovan »Joca« Lukač
- Slobodan Dimitrijević kot Vuksan Tomašević
- Eva Ras kot Margita
- Velimir Životić kot pravnik
- Marinko Šebez kot Čikaš
- Milivoje Tomić kot Todor Banjac
- Rade Marković kot direktor
- Voja Mirić kot lovec »Trofejaš«
- Ilija Bašić kot delavec 1
- Vladan Živković kot delavec 2
- Josif Tatić
- Miloš Žutić
- Milena Dapčević
- Stevan Šalajić
- Toma Jovanović
- Đorđe Jelisić
- Jagoda Kaloper
- Bata Kameni
- Miomir Radević Pigi